# Australia en la Segunda Guerra Mundial

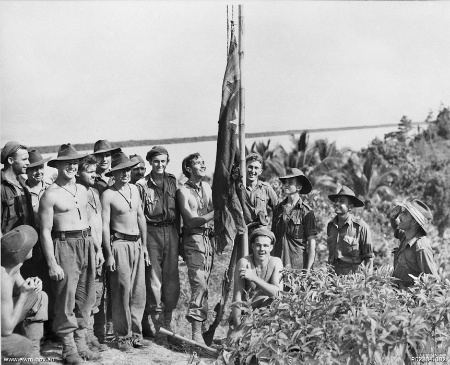
Soldados izan la bandera australiana el primer día de la Operación Oboe I, tras el exitoso desembarco y ataque de la 9.ª División a la isla de Tarakan.

La historia militar de Australia durante la Segunda Guerra Mundial comenzó el 3 de septiembre de 1939, luego de que el gobierno australiano aceptara la declaración de guerra que el Reino Unido le hizo a Alemania tras la invasión de Polonia. Posteriormente el mismo gobierno le declaró la guerra a otros miembros de las potencias del Eje, incluyendo el Reino de Italia (el 11 de junio de 1940) y el Imperio de Japón (el 8 de diciembre de 1941). 
Los australianos colaboraron junto a los demás Aliados en los frentes de Europa y el Mediterráneo, pero tras el estallido de la guerra en el Pacífico las unidades del Ejército Australiano fueron gradualmente retiradas de dicha zona. Sin embargo, las unidades y el personal de la Real Fuerza Aérea Australiana y de la Armada Real Australiana siguieron participando en la guerra contra Alemania e Italia. Desde 1942 hasta principios de 1944 sus hombres jugaron un importante rol en la guerra contra Japón, constituyendo el grueso de las fuerzas aliadas en el frente del Sudoeste del Pacífico. Aunque desde mediados de 1944 las tropas fueron relegadas en gran parte a frentes subsidiarios, estas continuaron participando en operaciones ofensivas contra los nipones hasta que el conflicto terminó.
Fue en este período que Australia sufrió un paro al corazón en su historia poscolonial. Para el final de la guerra, casi un millón de australianos habían servido en las fuerzas armadas de su país —principalmente en el Pacífico, Europa y la campaña en África del Norte—, mientras que las bajas en batalla fueron de 27 073 muertos y 23 477 heridos. La guerra contribuyó a grandes cambios en la economía y la política militar y exterior de la nación, ya que aceleró el proceso de industrialización, condujo al desarrollo de un ejército más grande en tiempos de paz y comenzó el proceso con el que Australia cambió el enfoque de su política exterior, que pasó del Reino Unido a los Estados Unidos. Los efectos finales también contribuyeron al desarrollo de una sociedad australiana más diversa y cosmopolita que la anterior a la guerra.

## Estallido

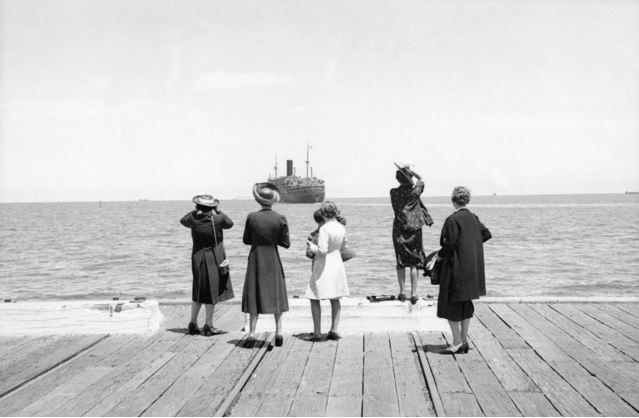
Un grupo de mujeres y familiares de las tropas de la sexta división, lugar donde se despiden después de su partida a bordo del RMS Strathallan. En la foto también aparece la esposa de George Alan Vasey, Jessie Vasey (segunda de izquierda a derecha). La fotografía es especialmente conmovedora porque Vasey no sobrevivió a la guerra.

Entre la Primera Guerra Mundial y la Segunda Guerra Mundial, Australia acusó de manera importante los efectos de la Gran Depresión. La defensa australiana se vio limitada por cuestiones económicas, esto dio lugar a una disminución en el tamaño y la eficacia de las fuerzas armadas durante la década de 1920 y principios de 1930. En los años previos a la guerra, Australia siguió la política británica respecto a la Alemania nazi, apoyando en primera instancia la política de apaciguamiento mantenida con Hitler.
Australia entró en guerra contra Alemania el 3 de septiembre de 1939, poco después de que Gran Bretaña declarara la guerra a Alemania. A diferencia de Canadá y Sudáfrica no hubo debate legislativo. El Gobierno de Australia por medio del primer ministro Robert Menzies dijo: «Gran Bretaña está en guerra, por tanto, Australia está en guerra», y pidió a Londres notificar a Alemania que el país australiano era un asociado del Reino Unido. Gran Bretaña apoyó la guerra de Australia alegando una serie de intereses particulares, además, una derrota británica destruiría el sistema de defensa imperial que Australia implantó para la seguridad contra Japón. Esta posición recibió el apoyo público, aunque había poco entusiasmo por la guerra.
Las fuerzas armadas de Australia estaban menos preparadas que en el estallido de la Primera Guerra Mundial de 1914. La Armada Real Australiana era la mejor preparada de los tres servicios, pero era pequeña y equipada con sólo dos cruceros pesados, cuatro cruceros ligeros, dos balandras, cinco destructores obsoletos y un número de buques de guerra de menor tamaño junto con otros auxiliares. El ejército australiano se compuso de un pequeño grupo permanente de 3.000 hombres y 80.000 milicianos a tiempo parcial que se habían ofrecido para el entrenamiento con las reservas. La Real Fuerza Aérea Australiana fue la más débil de los servicios, y algunos de sus 246 aviones eran modernos. El Gobierno inició una gran expansión militar y trasladó algunas tripulaciones y unidades aéreas al control británico, aunque no estaba dispuesto a enviar inmediatamente una fuerza expedicionaria al extranjero debido a la amenaza que representaba la intervención japonesa.
El primer disparo de Australia en la guerra tuvo lugar varias horas después de la declaración de guerra cuando un arma del Fuerte Queenscliff disparó a través de la proa de un barco australiano, ya que intentó salir de Melbourne sin previa autorización. El 10 de octubre de 1939, un Short S.25 Sunderland del Escuadrón N.º 10, con sede en Inglaterra, se convirtió en el primer australiano y la primera unidad de fuerza aérea de la Mancomunidad de Naciones que entró en acción cuando se realizó una misión a Túnez.

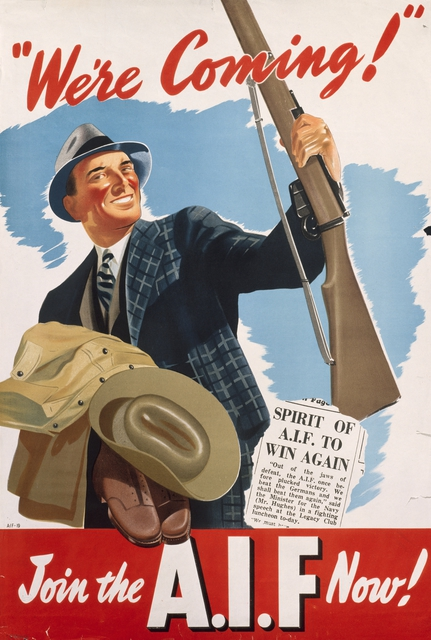
Un cartel de reclutamiento de la AIF.

El 15 de septiembre de 1939, Robert Menzies anunció la formación de la Segunda Fuerza Imperial Australiana (FIA en inglés). Esta fue una fuerza expedicionaria, que inicialmente constaba de 20.000 hombres organizados en una división de infantería (la sexta División) y las unidades auxiliares. La FIA fue institucionalmente separada de las reservas, y legalmente restringida al servicio en Australia y sus territorios externos. Se formó levantando nuevas unidades en lugar de transferir unidades a las reservas. El 15 de noviembre Menzies anunció la reintroducción de la conscripción para el servicio de defensa local el 1 de enero de 1940. El reclutamiento para la FIA fue inicialmente lento, pero uno de cada seis hombres en edad militar se alistaron en marzo de 1940 y había una enorme oleada de voluntarios después de la Batalla de Francia en junio de 1940. los hombres se ofrecieron como voluntarios para la FIA por diversas razones, una de las más importantes era la de defender a Australia y el Imperio Británico. A principios de 1940 hubo una serie de reestructuraciones en cuanto al reglamento, uno de ellos prohibió el reclutamiento de todas las personas provenientes de Europa; estos reglamentos se hicieron cumplir estrictamente por la Armada Real Australiana y el Ejército de Tierra de Australia. Sin embargo, la Real Fuerza Aérea Australiana aceptó a un pequeño número de australianos no europeos.
Grandes unidades del FIA se plantearon entre 1939 y 1941. La sexta división se formó durante octubre y noviembre de 1939 y se embarcó para Oriente Medio a principios de 1940 para completar su formación y recibir equipos modernos después de que el Gobierno británico aseguró al Gobierno de Australia, algo que Japón no hizo. Estaba previsto que la división se uniría a la Fuerza Expedicionaria Británica en Francia cuando sus preparativos estuviesen completos, pero esto no fue posible. Otras tres divisiones de infantería de la FIA (la séptima división, octava División y novena división) se suscitaron en el primer semestre de 1940, así como la sede del Cuerpo de ejército (Cuerpo I) y numerosas unidades de soporte y servicio. Todas estas divisiones y la mayoría de las unidades de apoyo fueron desplegadas al extranjero durante 1940 y 1941. Una división blindada de la FIA (la primera División Blindada) también se planteó a principios de 1941, pero nunca dejó Australia.
Mientras que el gobierno propuso inicialmente el despliegue de toda la Real Fuerza Aérea Australiana en el extranjero, se decidió a concentrar los recursos de la fuerza para los entrenamientos de toda tripulación y así facilitar una expansión masiva de la fuerza aérea de la Mancomunidad de Naciones. A finales de 1939, Australia y los demás dominios establecieron el Plan de Formación Aéreo Imperial para formar a un gran número de hombres, con el fin de servir en la Real Fuerza Aérea y otras unidades aéreas de la Mancomunidad de Naciones. Casi 28.000 australianos fueron finalmente entrenados, esto se dio por medio de la Real Fuerza Aérea en las escuelas en Australia, Canadá y Rhodesia. Mientras que muchos de estos hombres fueron publicados como parte de los escuadrones Article XV, la mayoría fueron escuadrones británicos. Por otra parte, estos escuadrones no estaban bajo el control de la Real Fuerza Aérea Australiana. Sin embargo, los aviadores de la Real Fuerza Aérea estaban capacitados por el Plan de Formación Aéreo Imperial y representaban alrededor del nueve por ciento de toda la tripulación aérea que luchó en los teatros europeos y mediterráneos e hizo una importante contribución a las operaciones de los aliados.

## Norte de África, el Mediterráneo y Oriente Medio
Durante los primeros años de la Segunda Guerra Mundial, la estrategia militar de Australia estaba estrechamente alineada con la del Reino Unido. En línea con esto, la mayoría de las unidades militares australianas desplegadas en el extranjero entre 1940 y 1941 fueron enviadas al Frente del Mediterráneo, donde formaron parte clave de las fuerzas de la Mancomunidad de Naciones. Las tres divisiones de infantería AIF fueron enviadas a Oriente Medio, al igual que los escuadrones de la Real Fuerza Aérea Australiana y los barcos de guerra.

### Norte de África

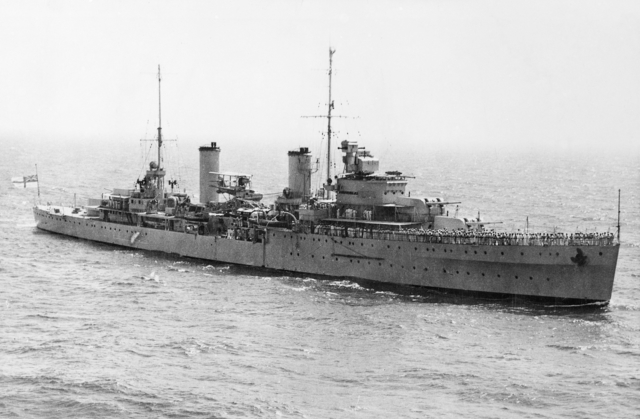
El HMAS Sydney en 1940.

La Armada Real Australiana fue el primero de los servicios australianos que vieron acción en el Mediterráneo. En el momento en que Italia entró a la guerra el 10 de junio de 1940, la Armada Real Australiana tenía un solo crucero llamado HMAS Sydney y otros cinco destructores conocidos como Scrap Iron Flotilla, junto con la flota del Mediterráneo. Durante los primeros días de la Batalla del Mediterráneo, el HMAS Sydney hundió un destructor italiano llamado HMAS Voyager (D31). La flota del Mediterráneo mantuvo un alto ritmo en las operaciones, y el 19 de julio contrató los cruceros Bartolomeo Colleoni y Giovanni delle Bande Nere, junto con un destructor británico. Sin embargo, el Bartolomeo Colleoni fue hundido. Los barcos australianos pasaron gran parte de su tiempo en el mar a lo largo de 1940 y el HMAS Sydney fue relevado por el HMAS Perth (D29) en febrero de 1941.
El ejército australiano fue partícipe de la Operación Compass, la exitosa ofensiva de la Mancomunidad de Naciones en el norte de África, que se llevó a cabo entre diciembre de 1940 y febrero de 1941. La sexta División sustentó a la cuarta división de la Infantería de la India el 14 de diciembre. Aunque la sexta División no estaba totalmente equipada, había completado su entrenamiento y le fue dada la tarea de capturar fortalezas italianas que fueron anuladas por la 7ª División británica durante su avance.
La sexta División entró en acción en el puerto de Bardia el 3 de enero de 1941. A pesar de que la fortaleza era administrada por una fuerza italiana más grande, la infantería australiana penetró rápidamente las líneas defensivas con el apoyo de tanques británicos y de artillería pesada. La mayoría de la fuerza italiana se rindió el 5 de enero y los australianos capturaron 40.000 presos. La sexta División siguió después con la fortaleza de Tobruk el 21 de enero. Tobruk fue asegurada al día siguiente con 25.000 prisioneros italianos. Posteriormente, la sexta División se desplegó hacia el oeste, por la carretera de la costa de Cirenaica hasta Bengasi; esta misma unidad fue retirada para desplegarse hasta Grecia a finales de febrero y fue reemplazada por la novena División.

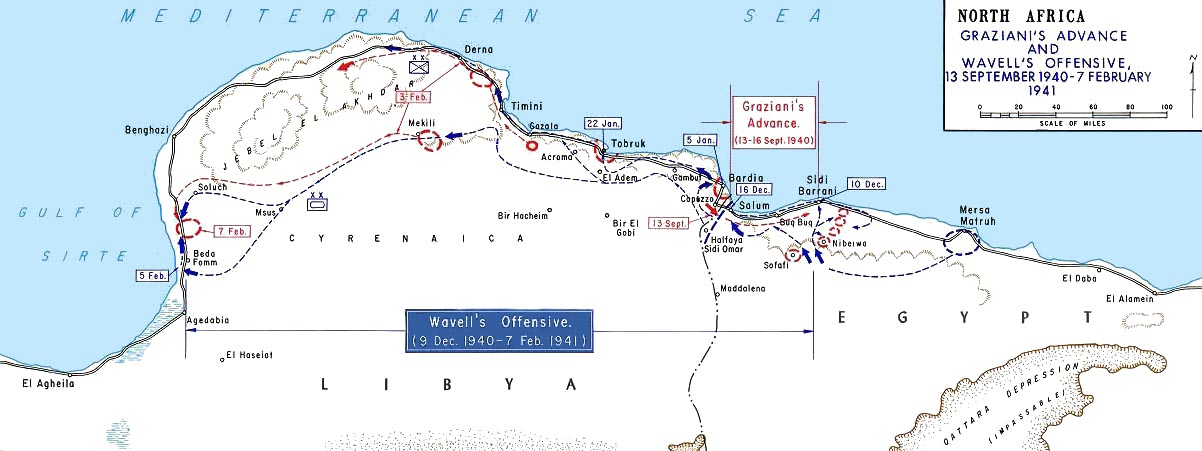
Un mapa de África del Norte que muestra el progreso de la Operación Compass y varios lugares estratégicos.

En la última semana del mes de marzo de 1941, una fuerza liderada por la alemana lanzó una ofensiva en Cirenaica que derrotó rápidamente a las fuerzas aliadas en la zona, obligando a una retirada hacia Egipto. La 9ª División formó la retaguardia de esta retirada, y el 6 de abril recibió la orden de defender el puerto de la ciudad de Tobruk durante al menos dos meses. Durante el asedio al Sitio de Tobruk que siguió la 9ª División, reforzada por la 18 Brigada de la 7ª División, la artillería británica y tropas blindadas utilizaron fortificaciones, y patrullaron agresivamente para contener y derrotar los ataques de la infantería alemana; los defensores de Tobruk fueron soportados por la Flota del Mediterráneo.  Los destructores HMAS Waterhen (D22) Waterhen y HMAS Parramatta (U44) fueron hundidos durante estas operaciones. A petición del Gobierno de Australia, la mayor parte de la 9ª División fue retirada de Tobruk, en septiembre y octubre de 1941 y fue sustituida por la 70.ª División de Infantería  del Reino Unido. Parte del batallón se vio obligado a permanecer en Tobruk hasta que el sitio fue restaurado en diciembre, cuando el convoy de evacuación fue atacado. En la defensa de Tobruk participaron 3.009 personas, con un total de 832 muertos y 941 prisioneros.
Dos escuadrones de combate australianos también participaron en los combates en el norte de África. El No. 239 Wing, un Curtiss P-40 Warhawk equipado con una unidad en la Desert Air Force, estuvo dominado por los australianos, en dos escuadrones de la Real Fuerza Aérea Australiana (No. 3 Squadron RAAF y No. 450 Squadron RAAF) y numerosos escuadrones de la Royal Air Force. Estos dos escuadrones se diferenciaban de los otros de la Real Fuerza Aérea Australiana porque su personal era predominantemente australiano; las otras unidades de la Real Fuerza Aérea Australiana estaban formadas por personal de la Royal Air Force, en su mayoría británicos.

### El Alamein

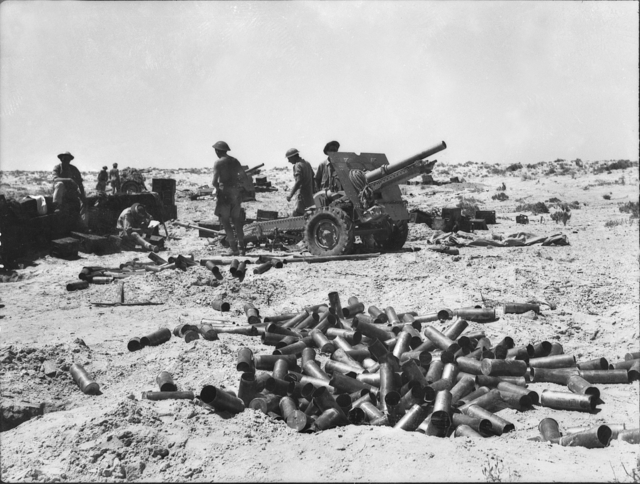
Cañones del 2/8.º Regimiento de Artillería de Campaña en El Alamein, julio de 1942.

En la segunda mitad de 1941, el I Cuerpo se concentró en Siria y el Líbano para reconstruir su fuerza y prepararse para nuevas operaciones en el Oriente Medio. Tras el estallido de la guerra en el Pacífico, la mayoría de los elementos del Cuerpo, incluidas la 6.ª y la 7.ª División, regresaron a Australia a principios de 1942 para contrarrestar la amenaza de los japoneses. El gobierno australiano aceptó las solicitudes británicas y estadounidenses de mantener temporalmente a la 9ª División en Medio Oriente a cambio desplegar tropas americanas en Australia y el apoyo a una propuesta para expandir la RAAF a 73 escuadrones. El gobierno no tenía la intención de que la 9 ª División tuviera una participación activa en la lucha, y no envió más refuerzos. Todos los barcos de la RAN en el Mediterráneo también fueron retirados al Pacífico, pero la mayoría de las unidades de la RAAF en el Medio Oriente permanecieron allí.
En junio de 1942, cuatro destructores australianos clase N fueron transferidos al Mediterráneo desde el océano Índico para participar de la Operación Vigorous, un intento para abastecer a la sitiada isla de Malta desde Egipto. Esta acción terminó en una derrota y el Nestor —uno de los barcos— tuvo que ser barrenado el 16 de junio tras el bombardeo que recibió el día anterior. Después de la operación los tres destructores sobrevivientes regresaron al Índico.
A mediados de 1942, el Eje derrotó a las fuerzas Aliadas en Libia y comenzaron a avanzar hacia el noroeste de Egipto. En junio, el VIII Ejército británico defendió una posición a 100 kilómetros al oeste de Alejandría, en un apartadero de El Alamein y que la 9.ª División se adelantó para reforzar. Los elementos principales de la División llegaron a El Alamein el 6 de julio y fueron asignados a la sección más septentrional de la línea defensiva de los Aliados. La 9.ª División desempeñó un papel importante en la primera batalla de El Alamein al detener las fuerzas del Eje, aunque a costa de numerosas bajas, incluyendo el 2/28.º Batallón de Infantería que fue obligado a rendirse el 27 de julio. Luego de la batalla, la División permaneció en el extremo norte de la línea de El Alamein, y a principios de septiembre lanzó ataques de distracción durante la batalla de Alam el Halfa.
En octubre de 1942, la 9.ª División y los escuadrones de la RAAF en la zona participaron de la segunda batalla de El Alamein. Después de un largo período de preparación, el VIII Ejército lanzó su mayor ofensiva el 23 de octubre. La 9.a División se involucró en algunos de los enfrentamientos más duros de la batalla, y su avance en el área costera logró hacer alejar suficientes alemanes para que la reforzada 2.ª División de Nueva Zelanda rompiera definitivamente con las líneas del Eje la noche del 1 y 2 de noviembre. La 9.ª División sufrió numerosas pérdidas durante la batalla y no participó en la persecución tras la retirada. Durante la batalla, el gobierno australiano solicitó que la División regresara a Australia, ya que no era posible entregar suficientes refuerzos para mantenerla, lo que fue aprobado por británicos y estadounidenses a fines de noviembre. En enero de 1943 comenzó la llamada Operación Pamphlet, en la que la 9.ª División dejó Egipto rumbo a Australia, lo que puso fin a la participación de la AIF en la guerra en el norte de África.

### Túnez, Sicilia e Italia
Aunque la segunda batalla de El Alamein marcó el fin de un importante participación australiana en el Mediterráneo, varias unidades de la RAAF y cientos de australianos unidos a las fuerzas de la Commonwealth permanecieron en la zona hasta el final de la guerra. Después de la partida de la 9.ª División, Australia siguió siendo representada en el norte de África por varios escuadrones de la RAAF que apoyaron el avance del VIII Ejército a través de Libia, y la posterior campaña de Túnez. En noviembre de 1942, dos destructores australianos, el Quiberon y el Quickmatch, también participaron en los desembarcos Aliados en el norte de África.

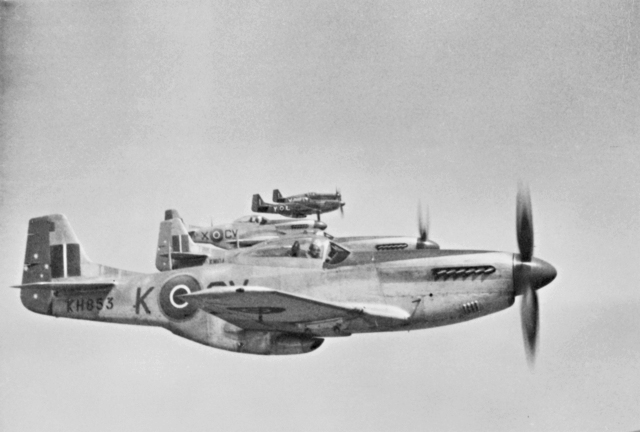
P-51 Mustangs del Escuadrón regresan de un ataque aéreo sobre el norte de Italia en mayo de 1945.

Australia desempeñó un pequeño rol en la campaña de Italia. La RAN regresó al Mediterráneo entre mayo y noviembre de 1943, cuando ocho corbetas clase Bathurst fueron transferidas desde la Flota Oriental a la Flota del Mediterráneo para proteger la fuerza invasora durante la invasión aliada de Sicilia. Las corbetas también escoltaron convoyes en el Mediterráneo occidental antes de regresar a la Flota Oriental. El Ala N.º 239 y cuatro escuadrones Article XV también participaron en la campaña de Sicilia, volando desde bases ubicadas en Túnez, Malta, el norte de África y la misma Sicilia. Posteriormente, el Ala N.º 239 proporcionó apoyo aéreo a la invasión aliada de Italia en septiembre de 1943 y se trasladó al continente a mediados de ese mes. Los dos escuadrones de cazabombarderos prestaron apoyo aéreo a los Aliados y atacaron las líneas de suministro alemanas hasta el final de la guerra. El Escuadrón N.º 454 también fue desplegado a Italia en agosto de 1944 y cientos de australianos sirvieron en unidades de la RAF durante la campaña.
La RAAF también participó en otras operaciones de los Aliados en el Mediterráneo. Dos de sus escuadrones, el N.º 451 (Spitfires) y el N.º 458 (Wellingtons) apoyaron la invasión aliada de Francia en agosto de 1944. El Escuadrón N.º 451 se situó en el sur de Francia a finales de agosto y septiembre, y cuando la operación terminó, los dos escuadrones se movieron a Italia, aunque poco más tarde el N.º 451 fue trasladado a Gran Bretaña. El Escuadrón N.º 459 estuvo en el Mediterráneo oriental hasta los últimos meses de la guerra en Europa y atacó objetivos alemanes en Grecia y el mar Egeo. Además, 150 australianos sirvieron en la Fuerza Aérea de los Balcanes (BAF), principalmente en el Escuadrón N.º 148 de la RAF. Este escuadrón especial prestó apoyo a los partisanos de Yugoslavia y trató de abastecer al Armia Krajowa durante el alzamiento de Varsovia en 1944.

## Asia y el Pacífico

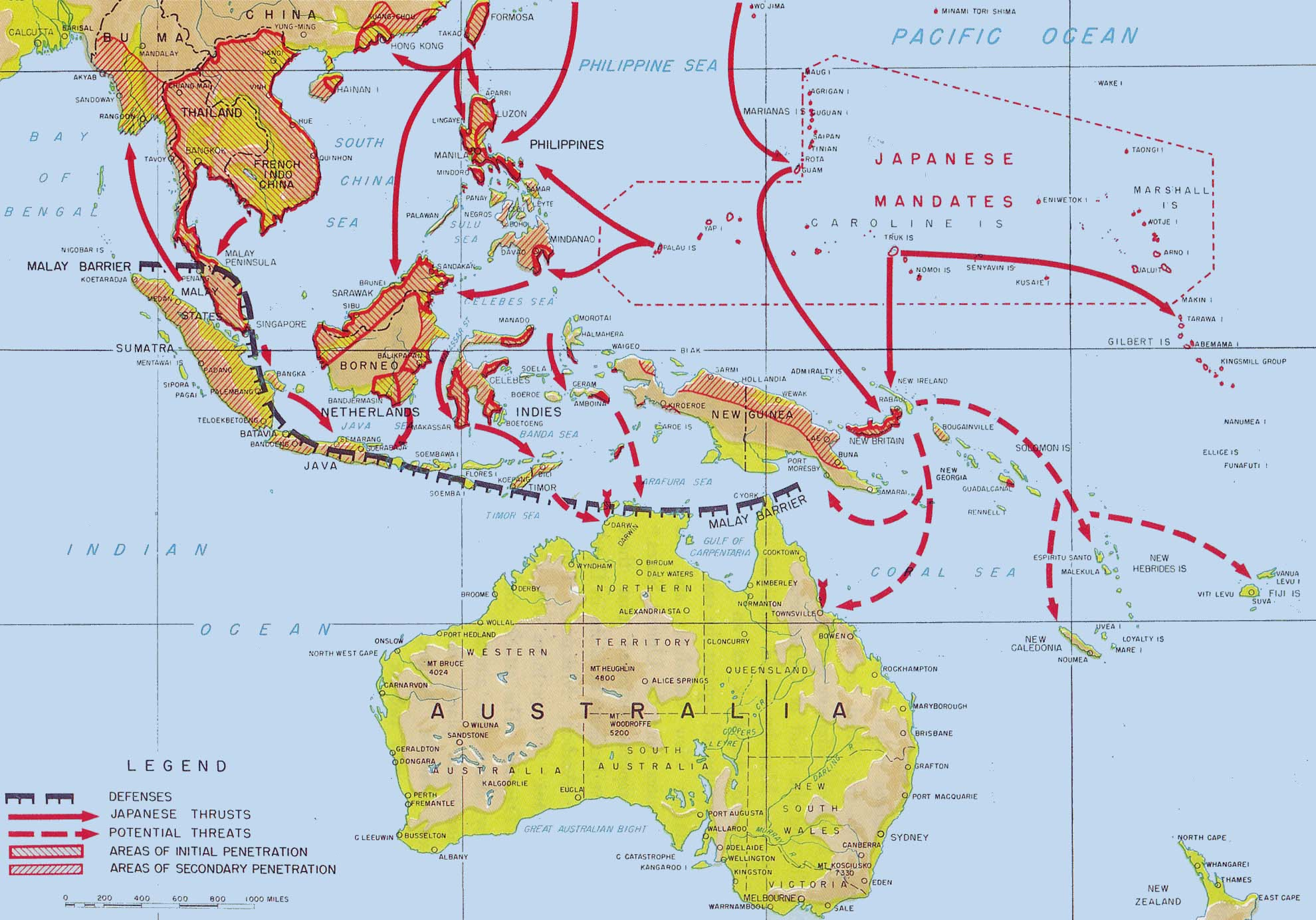
Mapa de los avances japoneses en el Sudoeste del Pacífico y el Sudeste asiático durante los primeros cinco meses de la campaña del Pacífico.

Para el historiador Paul Hasluck, Australia peleó dos guerras entre 1939 y 1945: una contra Alemania e Italia como parte de la Mancomunidad de Naciones, y otra contra el Imperio de Japón en alianza con los Estados Unidos y el Reino Unido.
Debido al énfasis que se le puso a la cooperación con los británicos, relativamente pocas unidades militares australianas se encontraban dispuestas en Australia y la región del Asia-Pacífico después de 1940. Cuando comenzó la guerra contra Japón en 1941, se tomaron medidas para mejorar las defensas del país, pero resultaron inadecuadas. En diciembre de 1941, el Ejército Australiano en el Pacífico comprendía la 8.ª División, de la cual gran parte estaba estacionada en Malasia, y otras ocho divisiones parcialmente entrenadas y equipadas en Australia, incluyendo la 1.ª División Blindada. La RAAF estaba equipada con 373 aviones, la mayoría con entrenamiento obsoletos, mientras que la RAN tenía tres cruceros y dos destructores en aguas australianas.
En 1942 el ejército australiano fue reforzado por unidades llegadas desde el Medio Oriente y una expansión de la CMF y la RAAF. Unidades militares de los Estados Unidos también llegaron a Australia en gran número antes de ser desplegadas a Nueva Guinea. Los aliados avanzaron en la ofensiva a finales de 1942, acelerando el ritmo de avance en 1943. A partir de 1944 el ejército australiano fue relegado principalmente a los frentes secundarios, pero siguió llevando a cabo operaciones a gran escala hasta el final de la guerra.

### Malasia y Singapur
Desde la década de 1920, la planificación de la defensa de Australia estuvo dominada por la llamada "estrategia de Singapur". Esta estrategia implicó la construcción y defensa de una importante base naval en Singapur, desde la cual una gran flota británica respondería a la agresión japonesa en la región. Con este fin, una alta proporción de las fuerzas australianas en Asia se concentraron en Malaya durante 1940 y 1941 a medida que aumentaba la amenaza de Japón. [73] Al estallar la guerra, las fuerzas australianas en Malaya formaban la 8ª División (menos la 23ª Brigada) bajo el mando del General de División Gordon Bennett, cuatro escuadrones de la RAAF y ocho buques de guerra. [74] El RAAF se convirtió en el primer servicio en ver acción en el Pacífico cuando los aviones australianos que seguían el convoy japonés de invasión con destino a Malaya fueron disparados el 6 de diciembre de 1941. Unidades australianas participaron en los intentos fallidos de la Commonwealth para derrotar los aterrizajes japoneses, con aviones RAAF atacando el Cabezas de playa y vampiros que acompañan al acorazado británico Príncipe de Gales y al crucero de batalla Repulsa durante su intento fallido de atacar a la flota invasora japonesa.
La 8ª División y sus unidades adjuntas del Ejército de la India fueron asignadas a la responsabilidad de la defensa de Johor en el sur de Malaya y no vieron acción hasta mediados de enero de 1942, cuando los japoneses encabezaron el Estado por primera vez. El primer combate de la división fue la Batalla de Muar, en la que el Vigésimo Quinto Ejército Japonés pudo rebasar las posiciones de la Commonwealth debido a que Bennett desplegó mal las fuerzas bajo su mando para que la débil 45.a Brigada india se asignara al sector costero crucial y al más fuerte Las brigadas australianas se desplegaron en zonas menos amenazadas. Mientras que las fuerzas de la Commonwealth en Johore lograron una serie de victorias locales, no pudieron hacer más que frenar el avance japonés y sufrieron grandes bajas. Después de ser superado por los japoneses, las unidades restantes de la Commonwealth se retiraron a Singapur en la noche del 30 al 31 de enero. [76]
Tras la retirada a Singapur, la 8ª División se desplegó para defender la costa noroeste de la isla. Debido a las bajas sufridas en Johore, la mayoría de las unidades de la división estaban a media fuerza. El comandante de la fortaleza de Singapur, el teniente general Arthur Ernest Percival, creía que los japoneses aterrizarían en la costa noreste de la isla y desplegó la casi completa 18 División Británica para defender este sector. Sin embargo, el desembarco japonés el 8 de febrero participó en el sector australiano, y la 8ª División se vio obligada a abandonar sus posiciones después de solo dos días de intensos combates. La división tampoco pudo hacer retroceder el desembarco japonés en Kranji y se retiró al centro de la isla. [77] Después de nuevos combates en los que las fuerzas de la Commonwealth fueron empujadas hacia un perímetro estrecho alrededor del área urbana de Singapur, Percival entregó sus fuerzas el 15 de febrero. Tras la rendición, 14.972 australianos fueron tomados prisioneros, [78] aunque algunos escaparon en barcos. Estos escapados incluían al general de división Bennett, quien, según dos investigaciones de la posguerra, había sido injustificado al dejar su mando. [79] La pérdida de casi un cuarto de los soldados de Australia en el extranjero y el fracaso de la Estrategia de Singapur que le permitió aceptar el envío del AIF para ayudar a Gran Bretaña sorprendió al país. [80]